# Z29 (есмінець)
Z29 (нім. Z 29) — військовий корабель, ескадрений міноносець типу 1936A Кріґсмаріне за часів Другої світової війни.
Есмінець Z29 21 березня 1940 року закладений на верфі заводу Deutsche Schiff- und Maschinenbau, AG Weser у Бремені, 15 жовтня 1940 року спущений на воду, а 9 липня 1941 року введений до складу військово-морських сил Третього Рейху. Корабель брав участь у бойових діях в атлантичних та арктичних водах, біля берегів Європи, під час операції «Цербер» з прориву німецьких важких кораблів через Ла-Манш був флагманом сил ескорту. Наприкінці 1943 року Z29 брав участь у битві у Баренцовому морі, під час якої допоміг потопити британський тральщик. Надалі діяв поблизу Норвегії, двічі був пошкоджений союзною авіацією. Після капітуляції нацистської Німеччини есмінець був переданий до США, як контрибуція, проте за призначенням не використовувався, і у грудні 1946 року був затоплений з хімічними боєприпасами на борту в протоці Скагеррак.

## Історія служби
Після введення в експлуатацію першим командиром есмінця став корветтен-капітан Курт Рехель.
З 14 по 17 січня 1942 року Z29 був одним з кораблів супроводження на переході лінкора «Тірпіц» з Вільгельмсгафена до Тронгейма в Норвегії, після чого повернувся до Кіля. 27 січня есмінець вирушив до французького Бреста в рамках підготовки до прориву через Англійський канал двох німецьких лінкорів та важкого крейсера. 11 лютого 1942 року німецькі лінійні кораблі «Шарнгорст» та «Гнейзенау» та важкий крейсер «Принц Ойген» здійснили зухвалий прорив до Північного моря, неймовірно здивувавши британське адміралтейство, яке не очікувало від німців такого вчинку. Z29 під прапором капітана-цур-зее Еріха Бея був флагманом сил ескорту. Британські атаки на німецькі кораблі були малоефективними, поки лінійний корабель «Шарнхорст» не підірвався на міні поблизу гирла Шельди й командувач ескадрою віцеадмірал Отто Ціліакс не перейшов на есмінець Z29. Після нетривалого ремонту, викликаного пошкодженнями внаслідок зіткнення з лінкором «Шарнгорст», Z29 повернувся до строю.
З 15 по 26 травня корабель діяв в ескорті важкого крейсера «Лютцов», на його переході від берегів Німеччини до затоки Буген у Норвегії та постановці мінного поля в Скагерракі за маршрутом руху. 5–8 вересня Z29 з однотипним Z30 та есмінцем Z4 «Ріхард Бейтцен» заклали мінне поле в протоці Кара між Новою Землею та островом Вайгач.
Пізніше, з 24 по 28 вересня есмінець взяв участь в операції «Зарін» — постановці мінних загороджень біля узбережжя Нової Землі разом з крейсером «Адмірал Гіппер» та однотипними есмінцями Z23, Z28 та Z30. 23–24 жовтня корабель супроводжував «Тірпіц» і важкий крейсер «Адмірал Шеєр» від бухти Буген до Тронгейма і далі до Копенгагена, разом з «Адміралом Шеером», перш ніж повернувся до Алта-фіорду з легким крейсером «Нюрнберг».

#### Бій у Баренцовому морі
30 грудня 1942 року важкі крейсери «Лютцов» та «Адмірал Гіппер» у супроводі шести есмінців, у тому числі Z29, вийшли з Нарвіка для проведення операції «Регенбоген» — напад на конвой JW 51B, який, за даними німецької розвідки йшов з Лох Ю до радянського Мурманська й мав лише легкі сили ескорту. Для проведення операції виділялося оперативна група німецького флоту у складі важкого крейсера «Адмірал Гіппер», «кишенькового» лінкора «Лютцов» і шести есмінців. За планом віцеадмірала Оскара Кумметца німецькі сили ділилися навпіл: одне угруповання з крейсером «Адмірал Гіппер», есмінцями Z4 «Ріхард Бейтцен», Z16 «Фрідріх Еккольдт» та Z29 мало атакувати конвой з півночі, відволікаючи головні сили ескорту на себе. Потім друге угруповання — крейсер «Лютцов» та три есмінці — Z30, Z6 «Теодор Рідель» та Z31 —  атакували б незахищені транспортні судна конвою з півдня.
Британський есмінець «Обд'юрет», виконуючи бойове завдання з супроводження, першим наразився на німецькі бойові кораблі. Незважаючи на довгий і наполегливий обстріл конвою, британці, не втративши жодного транспортного судна конвою, зуміли відбити атаку німців. У морському бою з боку британського флоту загинули ескадрений міноносець «Акейтіз» та тральщик «Бремблі». Німецький флот втратив есмінець Z16 «Фрідріх Еккольдт», який вогнем корабельних гармат знищили британські крейсери «Шеффілд» і «Джамайка», котрих німці в сутінках помилково прийняли за власні крейсери.

#### Подальші дії
24 січня 1943 року, Z29, який не зазнав пошкоджень у бою, виділили на супроводження до Кіля легкого крейсера «Кельн» та пошкодженого в сутичці з британським ескортом «Адмірала Гіппера». Після завершення місії есмінець став на ремонт у Везермюнде.
У липні 1943 року корабель завершив ремонтні роботи та повернувся разом з есмінцем Z33 до Норвегії. У вересні 1943 року брав участь в операції «Цитронелла», рейді Крігсмаріне на норвезький острів Шпіцберген. Під час місії у Z29 чотири рази влучили снаряди берегової артилерії, при цьому загинули троє членів екіпажу та ще троє дістали поранень.
25 грудня 1943 року корабель включили до складу сил підтримки лінкора «Шарнгорст» під час операції «Остфронт», спробі перехопити британський конвой JW 55B, який прямував до Радянського Союзу. Наступного дня всі кораблі ескорту лінкора були повернуті на базу, щоб збільшити ймовірність перехоплення конвою і не взяли участі в наступній битві поблизу мису Нордкап.
17 липня Z29 дістав незначних уражень від нальоту британських винищувачів при проведенні Королівським флотом операції «Маскот» під час нападу на лінкор «Тірпіц». Починаючи з жовтня, есмінець супроводжував конвої в ході операції «Нордліхт», евакуації вермахту з півночі Норвегії. 16 грудня Z29 та Z31 поставили мінне поле біля міста Хоннінгсваг. Через тиждень есмінець відплив з Лаафіорда до Везермюнде на модернізацію та посилення свого зенітного озброєння. У травні 1945 року війна закінчилася, й хоча ремонт був завершений, корабель 7 числа вже був знятий з експлуатації.
Z29 був виділений США, коли союзники розділили вцілілі кораблі Крігсмаріне між собою наприкінці 1945 року. Через поганий стан німецького есмінця ВМС США відмовилися від використання корабля, і 16 грудня 1946 року Z29 був затоплений на вході в Скагеррак з вантажем хімічних боєприпасів на борту.